# Société des Grands Magasins
Le groupe Société des Grands Magasins (SGM) est une société foncière familiale française spécialisée dans la revitalisation d'actifs commerciaux de centre-ville. 

## Historique
L'entreprise est fondée par Frédéric Merlin et sa sœur Maryline, en 2018 adossée à « Avenue Développement Immobilier », une société foncière créée en 2015 par la famille Merlin.

Cette même année, l'entreprise acquiert l'Espace Grand Rue à Roubaix,.
En 2019, elle acquiert auprès d'Altarea Okabé au Kremlin-Bicêtre et la Galerie de l'Hôtel de Ville à Châlons-en-Champagne.
En 2022, la SGM rachète sept magasins Galeries Lafayette situés à Le Mans, Dijon, Angers, Reims, Orléans, Limoges et Grenoble, ainsi que la galerie commerciale Marché de Vaugirard rue Falguière à Paris 15e à la Société de la Tour Eiffel
Le 10 novembre 2023, le Groupe SGM acquiert la marque BHV et deux magasins : le BHV Marais et le BHV Parly 2. La presse fait état, en août 2024, de difficultés de trésorerie.

## Implantations
- Angers : Galeries Lafayette
- Châlons-en-Champagne : Galerie de l'Hôtel de Ville
- Dijon : Galeries Lafayette
- Grenoble : Galeries Lafayette
- Le Chesnay : BHV Parly 2
- Le Kremlin-Bicêtre : Centre commercial Okabé
- Le Mans : Galeries Lafayette
- Lille : Centre commercial Les Tanneurs
- Limoges : Galeries Lafayette
- Metz : Centre commercial Saint-Jacques
- Mulhouse : Centre commercial Porte Jeune
- Nîmes : Centre commercial Nîmes Étoile
- Orléans : Galeries Lafayette
- Paris 4e : BHV Marais
- Paris 15e : Marché Vaugirard, rue Falguière
- Reims : Galeries Lafayette
- Roubaix : Espace Grand'Rue
- Saint-Nazaire : Centre commercial Océanis
- Saint-Quentin-en-Yvelines : parc de loisirs SQY Ouest
- Tourcoing : Espace Saint-Christophe